# Alan Brindle
Alan Brindle (* 11. März 1915 in Nelson, Lancashire; † 5. April 2001 in Burnley) war ein britischer Entomologe. Sein Forschungsschwerpunkt war die Ordnung der Ohrwürmer (Dermaptera).

## Leben und Wirken
Nach der Schulzeit arbeitete Brindle fast zehn Jahre in einer Tuchfabrik in Lancashire. Daneben lernte er in einer Abendschule Deutsch, Französisch und Russisch. Während des Zweiten Weltkriegs war er beim Geheimdienst in Karatschi und Chittagong, wo er unter anderem die Sprache Urdu studierte. In seiner Freizeit sammelte er Insekten und Schlangenhäute. Nach dem Krieg lehrte er Biologie, bevor er 1958 Mitarbeiter am Manchester Museum wurde. Hier war er bis 1961 Assistenzkurator. Nach dem Tod von Walter Douglas Hincks (1906–1961) wurde er Kurator der entomologischen Abteilung, eine Position, die er bis zu seinem Ruhestand im Jahr 1982 bekleidete. 1941 wurde er zum Fellow of the Royal Entomological Society of London gewählt. An der University of Manchester graduierte er mit einer Arbeit über die Lebensweise der Köcherfliegen zum Master of Science. Brindle verfasste 208 wissenschaftliche Artikel, die unter anderem in den Fachjournalen Transactions of the Society for British Entomology, Journal of Natural History, Proceedings of the Royal Entomological Society of London. Series B und im Journal of Entomology Series B veröffentlicht wurden. Er beschrieb 240 neue Insektenarten und trug erheblich zum Aufbau der entomologischen Sammlungen des Manchester Museums bei. Weiter spielte er eine führende Rolle in den entomologischen und naturhistorischen Gesellschaften im Norden Englands.

## Schriften (Auswahl)
- mit Leonard N. Kidd: The Diptera of Lancashire and Cheshire. Teil 1. Arbroath, Buncle & Co 1959.
- The larvae and pupae of the British Tipulidae (Diptera: Tipulidae). In: Transactions of the Society for British Entomology. Band 14, Nummer 3, 1960, ISSN 0373-3882, S. 63–114.
- The Dermaptera of Madagascar. In: Transactions of the Royal Entomological Society of London. Band 118, 1966, ISSN 0035-8894, S. 221–259.
- The Larvae and Pupae of the British Cylindrotominae and Limoniinae (Diptera, Tipulidae). In: Transactions of the Society for British Entomology. Band 17, Nummer 7, 1967, S. 151–216.
- A revision of the Labiidae (Dermaptera) of the Neo-tropical and Nearctic Regions.
  - I. Pericominae, Strongylopsalinae and Sparattinae. In: Journal of Natural History. Band 2, Nummer 2, 1968, S. 273–303, doi:10.1080/00222936800770931.
  - II. Geracinae and Labiinae. In: Journal of Natural History. Band 5, Nummer 2, 1971, S. 155–182, doi:10.1080/00222937100770101.
  - III. Spongiphorinae. In: Journal of Natural History. Band 5, Nummer 5, 1971, S. 521–568, doi:10.1080/00222937100770391.
- The Dermaptera of Surinam and other Guyanas. In: Studies on the Fauna of Suriname and other Guyanas. Band 10, Nummer 1, 1968, ISSN 0300-5488, S. 1–60.
- mit Renaud Paulian: Insectes Dermaptères (= Faune de Madagascar. 30). ORSTOM u. a., Paris 1969.
- Bredin-Archbold-Smithsonian Biological Survey of Dominica: The Dermaptera (Earwigs) of Dominica (= Smithsonian Contributions to Zoology. Nummer 63, ISSN 0081-0282). Smithsonian Institution Press, Washington DC 1971, doi:10.5479/si.00810282.63.
- The Dermaptera of the Caribbean. In: Studies on the Fauna of Curaçao and other Caribbean Islands. Band 38, Nummer 1, 1971, ZDB-ID 202345-3, S. 1–75, (https://repository.naturalis.nl/pub/506225 online).
- Dermaptera. In: Insects of Micronesia. Band 5, Nummer 2, 1972, ZDB-ID 820382-9, S. 97–171, (Digitalisat).
- The Dermaptera of Africa (= Musée Royal de l'Afrique Centrale. Annales. Série in 8°. Sciences zoologiques. = Koninklijk Museum voor Midden-Afrika. Annalen. Reeks in 8°. Zoologische wetenschappen. 205 und 225, ZDB-ID 405291-2). Band 1–2. Musee Royal de l’Afrique Centrale, Tervuren 1973–1978.
- The Dermaptera of New Caledonia. In: Pacific Insects. Band 17, Nummer 1, 1976, ISSN 0030-8714, S. 61–86.
- Dermaptera from Ceylon In: Revue Suisse de Zoologie. Band 84, Nummer 2, 1977, S. 453–461, doi:10.5962/bhl.part.91399.
- British Earwigs (Dermaptera). In: Entomologist’s Gazette. Band 28, 1977, ISSN 0013-8894, S. 29–37.